# Horismenus eudami
Horismenus eudami är en stekelart som först beskrevs av Girault 1918.  Horismenus eudami ingår i släktet Horismenus och familjen finglanssteklar. Inga underarter finns listade i Catalogue of Life.